# Canton de Thizy-les-Bourgs
Ne doit pas être confondu avec Canton de Thizy.
Le canton de Thizy-les-Bourgs est une circonscription électorale française située dans le département du Rhône, en région Auvergne-Rhône-Alpes.

## Histoire
Un nouveau découpage territorial du Rhône entre en vigueur à l'occasion des élections départementales de 2015. Il est défini par le décret du 27 février 2014, en application des lois du 17 mai 2013 (loi organique 2013-402 et loi 2013-403). Les conseillers départementaux sont, à compter de ces élections, élus au scrutin majoritaire binominal mixte. Les électeurs de chaque canton élisent au Conseil départemental, nouvelle appellation du Conseil général, deux membres de sexe différent, qui se présentent en binôme de candidats. Les conseillers départementaux sont élus pour 6 ans au scrutin binominal majoritaire à deux tours, l'accès au second tour nécessitant 12,5 % des inscrits au 1er tour. En outre la totalité des conseillers départementaux est renouvelée. Ce nouveau mode de scrutin nécessite un redécoupage des cantons dont le nombre est divisé par deux avec arrondi à l'unité impaire supérieure si ce nombre n'est pas entier impair, assorti de conditions de seuils minimaux. Dans le Rhône, le nombre de cantons passe ainsi de 54 à 13.
Le canton de Thizy-les-Bourgs est formé de 12 communes de l'ancien canton de Monsols, de 5 communes de l'ancien canton d'Amplepuis, de 7 communes de l'ancien canton de Lamure-sur-Azergues et de 4 communes de l'ancien canton de Thizy. Comme tous les cantons du Rhône, il fait partie de l'arrondissement de Villefranche-sur-Saône. Le bureau centralisateur est situé à Thizy-les-Bourgs.
Le 1er janvier 2016, les communes de Cours-la-Ville, Pont-Trambouze et Thel fusionnent pour former une commune nouvelle, Cours.

## Représentation
| Période élective | Période élective | Mandat | Mandat   | Identité         | Nuance | Nuance | Qualité |
| ---------------- | ---------------- | ------ | -------- | ---------------- | ------ | ------ | --- |
| 2015             | 2021             | 2015   | 2021     | Colette Darphin  |        | UDI    | Maire déléguée de Mardore depuis 2013 |
| 2015             | 2021             | 2015   | 2021     | Didier Fournel   |        | LR     | Pharmacien, ancien maire d'Amplepuis (2008-2014)                                                                                                |
| 2021             | 2028             | 2021   | en cours | Colette Darphin  |        | UDI    | Conseillère sortante |
| 2021             | 2028             | 2021   | en cours | Patrice Verchère |        | LR     | Ancien assistant parlementaire Ancien député (2007-2020) Maire de Cours depuis 2020 Président de la Communauté de communes de l'Ouest Rhôdanien |

### Résultats détaillés

#### Élections de mars 2015
À l'issue du 1er tour des élections départementales de 2015, deux binômes sont en ballottage : Colette Darphin et Didier Fournel (Union de la Droite, 45,52 %) et Brigitte Michat et Serge Voyant (FN, 33,32 %). Le taux de participation est de 53,73 % (10 522 votants sur 19 582 inscrits) contre 48,95 % au niveau départemental et 50,17 % au niveau national.
Au second tour, Colette Darphin et Didier Fournel (Union de la Droite) sont élus avec 62,17 % des suffrages exprimés et un taux de participation de 52,92 % (5 845 voix pour 10 360 votants et 19 575 inscrits).

#### Élections de juin 2021
Le premier tour des élections départementales de 2021 est marqué par un très faible taux de participation (33,26 % au niveau national). Dans le canton de Thizy-les-Bourgs, ce taux de participation est de 35,58 % (6 865 votants sur 19 294 inscrits) contre 32,35 % au niveau départemental. À l'issue de ce premier tour, deux binômes sont en ballottage : Colette Darphin et Patrice Verchere (Union à droite, 67,75 %) et Pascale Cernicchiaro et Aymeric Hergott (DVG, 16,9 %).
Le second tour des élections est marqué une nouvelle fois par une abstention massive équivalente au premier tour. Les taux de participation sont de 34,36 % au niveau national, 33,07 % dans le département et 34,8 % dans le canton de Thizy-les-Bourgs. Colette Darphin et Patrice Verchere (Union à droite) sont élus avec 79,36 % des suffrages exprimés (5 052 voix pour 6 716 votants et 19 297 inscrits),,.

## Composition
Lors de sa création, le canton de Thizy-les-Bourgs comprenait vingt-huit communes.
À la suite de la création des communes nouvelles de Cours au 1er janvier 2016 et de Deux-Grosnes au 1er janvier 2019, ainsi qu'au décret du 5 mars 2020 rattachant entièrement la commune nouvelle de Deux-Grosnes au canton, le nombre de communes entières passe à 21.
| Nom                                      | Code Insee | Intercommunalité        | Superficie (km2) | Population (dernière pop. légale) | Densité (hab./km2) | Modifier                                    |
| ---------------------------------------- | ---------- | ----------------------- | ---------------- | --------------------------------- | ------------------ | ------------------------------------------- |
| Thizy-les-Bourgs (bureau centralisateur) | 69248      | CA de l'Ouest Rhodanien | 44,44            | 5 794 (2022)                      | 130                | modifier les données · modifier les données |
| Aigueperse                               | 69002      | CC Saône-Beaujolais     | 12,95            | 239 (2022)                        | 18                 | modifier les données · modifier les données |
| Amplepuis                                | 69006      | CA de l'Ouest Rhodanien | 38,44            | 4 858 (2022)                      | 126                | modifier les données · modifier les données |
| Azolette                                 | 69016      | CC Saône-Beaujolais     | 4,18             | 122 (2022)                        | 29                 | modifier les données · modifier les données |
| Chénelette                               | 69054      | CA de l'Ouest Rhodanien | 11,02            | 365 (2022)                        | 33                 | modifier les données · modifier les données |
| Claveisolles                             | 69060      | CA de l'Ouest Rhodanien | 28,33            | 557 (2022)                        | 20                 | modifier les données · modifier les données |
| Cours                                    | 69066      | CA de l'Ouest Rhodanien | 33,81            | 4 329 (2022)                      | 128                | modifier les données · modifier les données |
| Cublize                                  | 69070      | CA de l'Ouest Rhodanien | 15,56            | 1 357 (2022)                      | 87                 | modifier les données · modifier les données |
| Deux-Grosnes                             | 69135      | CC Saône-Beaujolais     | 83,60            | 1 923 (2022)                      | 23                 | modifier les données · modifier les données |
| Meaux-la-Montagne                        | 69130      | CA de l'Ouest Rhodanien | 9,19             | 226 (2022)                        | 25                 | modifier les données · modifier les données |
| Poule-les-Écharmeaux                     | 69160      | CA de l'Ouest Rhodanien | 31,23            | 1 027 (2022)                      | 33                 | modifier les données · modifier les données |
| Propières                                | 69161      | CC Saône-Beaujolais     | 16,00            | 477 (2022)                        | 30                 | modifier les données · modifier les données |
| Ranchal                                  | 69164      | CA de l'Ouest Rhodanien | 15,14            | 311 (2022)                        | 21                 | modifier les données · modifier les données |
| Ronno                                    | 69169      | CA de l'Ouest Rhodanien | 22,92            | 650 (2022)                        | 28                 | modifier les données · modifier les données |
| Saint-Bonnet-des-Bruyères                | 69182      | CC Saône-Beaujolais     | 21,20            | 372 (2022)                        | 18                 | modifier les données · modifier les données |
| Saint-Bonnet-le-Troncy                   | 69183      | CA de l'Ouest Rhodanien | 15,65            | 311 (2022)                        | 20                 | modifier les données · modifier les données |
| Saint-Clément-de-Vers                    | 69186      | CC Saône-Beaujolais     | 8,96             | 205 (2022)                        | 23                 | modifier les données · modifier les données |
| Saint-Igny-de-Vers                       | 69209      | CC Saône-Beaujolais     | 27,35            | 581 (2022)                        | 21                 | modifier les données · modifier les données |
| Saint-Jean-la-Bussière                   | 69214      | CA de l'Ouest Rhodanien | 15,48            | 1 175 (2022)                      | 76                 | modifier les données · modifier les données |
| Saint-Nizier-d'Azergues                  | 69229      | CA de l'Ouest Rhodanien | 24,23            | 776 (2022)                        | 32                 | modifier les données · modifier les données |
| Saint-Vincent-de-Reins                   | 69240      | CA de l'Ouest Rhodanien | 13,87            | 627 (2022)                        | 45                 | modifier les données · modifier les données |
| Canton de Thizy-les-Bourgs               | 6911       |                         | 493,55           | 26 282 (2022)                     | 53                 | modifier les données                        |

## Démographie
En 2022, le canton comptait 26 282 habitants, en évolution de −2,18 % par rapport à 2016 (Rhône : +4,34 %, France hors Mayotte : +2,11 %).
| 2013   | 2018   | 2022   |
| ------ | ------ | ------ |
| 27 218 | 26 538 | 26 282 |